# Spirostreptus hildebrandtianus
Spirostreptus hildebrandtianus är en mångfotingart som beskrevs av Karsch 1881. Spirostreptus hildebrandtianus ingår i släktet Spirostreptus och familjen Spirostreptidae. Inga underarter finns listade i Catalogue of Life.